# Байнассайський сільський округ
Байнасса́йський сільський округ (каз. Байнассай ауылдық округі, рос. Байнассайский сельский округ) — адміністративна одиниця у складі Мартуцького району Актюбінської області Казахстану. Адміністративний центр — село Байнассай.
Населення — 664 особи (2021; 864 у 2009, 1618 у 1999, 2111 у 1989).
Станом на 1989 рік існувала Новомихайловська сільська рада (села 13 літ Казахстана, Горноводськ, Новомихайловка, Новофедоровка). Село Горноводськ було ліквідовано 2012 року, село 13 літ Казахстана — 2019 року.

## Склад
До складу округу входять такі населені пункти:
| Населений пункт           | Колишні назви  | Населення, осіб (1989) | Населення, осіб (1999) | Населення, осіб (2009) | Населення, осіб (2021) |
| ------------------------- | -------------- | ---------------------- | ---------------------- | ---------------------- | ---------------------- |
| Акмоласай, село           | Новофедоровка  | 367                    | 305                    | 230                    | 150                    |
| Байнассай, село           | Новомихайловка | 1103                   | 868                    | 469                    | 514                    |
| --13 літ Казахстана, село | -              | 350                    | 297                    | 123                    | -                      |
| --Горноводськ, село       | -              | 291                    | 148                    | 42                     | -                      |